# 889 Erynia
889 Erynia è un asteroide della fascia principale. Scoperto nel 1918, presenta un'orbita caratterizzata da un semiasse maggiore pari a 2,4483907 UA e da un'eccentricità di 0,2036314, inclinata di 8,08665° rispetto all'eclittica.
Il suo nome fa riferimento alle Erinni, personificazioni della vendetta secondo la mitologia greca.